# アーティレリー
アーティレリー（Artillery）は、デンマーク出身のスラッシュメタル・バンド。
デンマーク産スラッシュの先駆者であり、母国を代表する古参のヘヴィメタル・グループとして知られる。

## 略歴・背景

### 1980年代

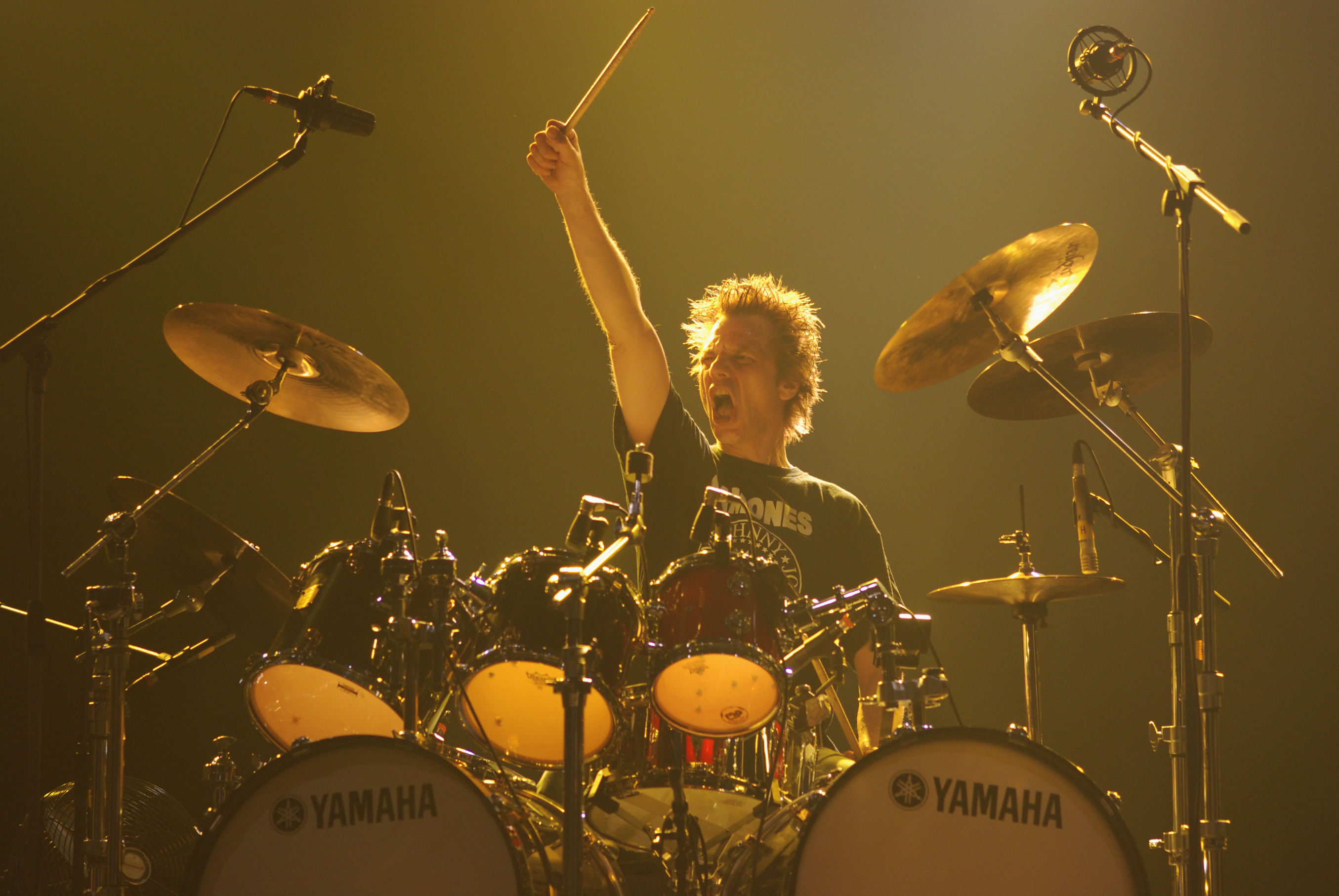
創設者カールステン・ニールセン(Ds) 2008年

1982年、首都コペンハーゲン郊外のホイイ＝トストロプ市トストルプにて、ヨルゲン・ザンダウ(G)、カールステン・ニールセン(Ds)を中心に結成。そこにミカエル(G)・モルテン(B)のスタッツァー（ステュッツァー）兄弟らが加入し陣容が固まる。
1985年、フレミング・ロンスドルフ(Vo)が加入し、デビューアルバム『Fear of Tomorrow』をリリース。
1987年、2ndアルバム『Terror Squad』をリリースするが、翌年にヨルゲン・ザンダウ(G)が脱退。モルテンがギタリストに転向し、ピーター・トールスルンド(B)が加入する。
1990年に発表した3rdアルバム『By Inheritance』が好評を得たものの、メンバー間の方向性の相違が浮き彫りになっていき、バンドは翌年に解散する。

### 再始動〜以降
1998年、未発表テイクを編集したコンピレーション『Deadly Relics』をリリース。これを契機に再結成を果たし、翌年に4thアルバム『B.A.C.K.』を発表する。しかし2000年で再び活動停止。

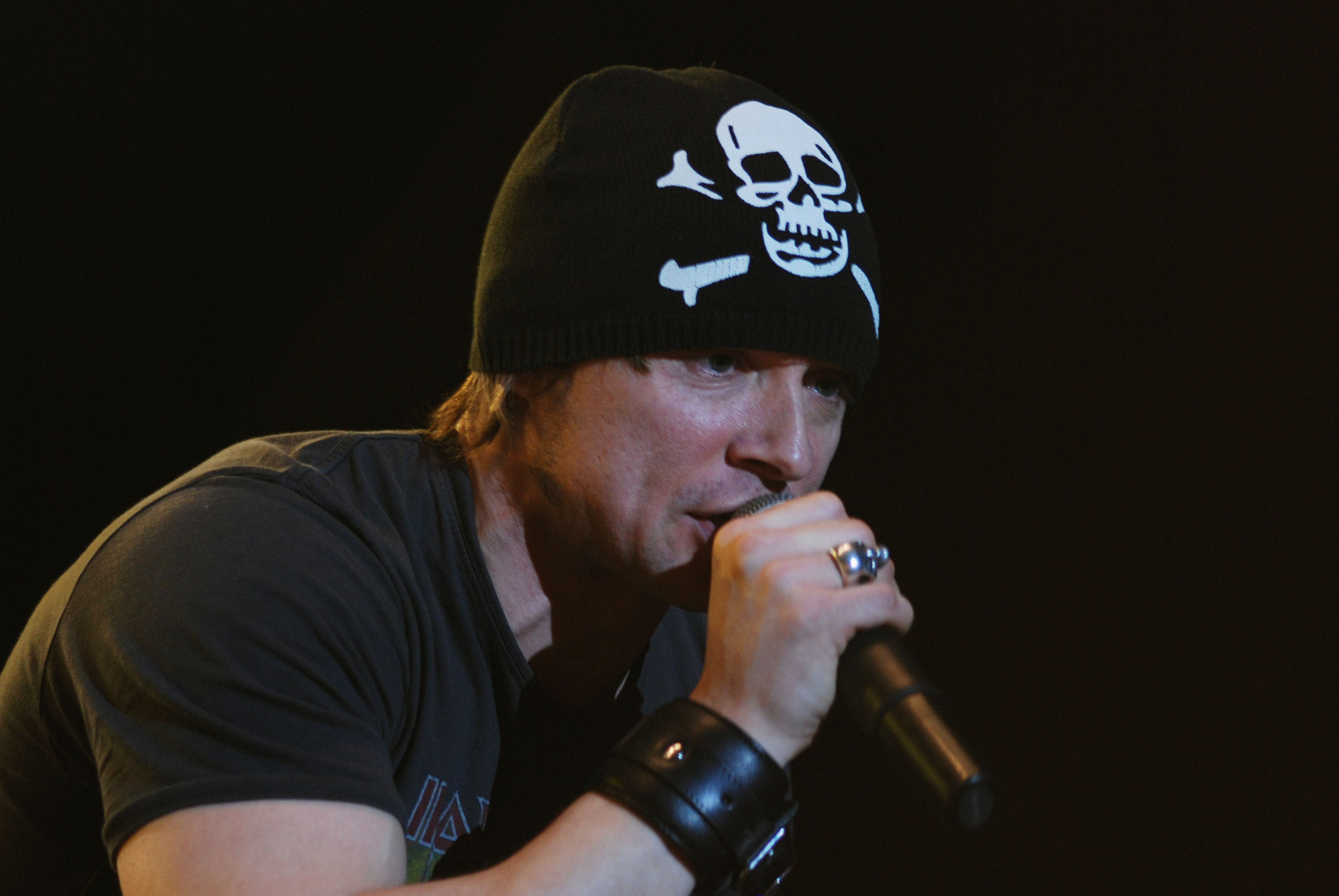
ソーレン・アダムセン(Vo) 2008年

2007年、BOXセット『Through the Years』をリリース。これでまた再結成の機運が高まり、フレミング・ロンスドルフ(Vo)以外のメンバーが再集結。新メンバー ソーレン・アダムセン(Vo)が参加して、バンドは再始動を果たす。
2009年、10年ぶりの5thアルバム『When Death Comes』を発表。2011年には6thアルバム『My Blood』をリリースする。
2012年、創設者のカールステン・ニールセン(Ds)が脱退し、ボーカリストもミカエル・バストホルム・ダールに交代する。翌年に7thアルバム『Legions』をリリース。
2016年、8thアルバム『Penalty by Perception』を発表。
2018年、9thアルバム『The Face of Fear』を発表。
2019年、創設以来のメンバー モルテン・スタッツァーが死去。後任に、クレーン・マイヤーが加入する。
2021年、モルテン亡きあと最初のアルバム、10th『X』を発表。
2023年3月8日、ドラマーのヨシュア・マドセンが交通事故により死去。後日、ボーカルやギターが降板してしまい休止状態になったが、新メンバーが加入し活動再開。

## スタイル

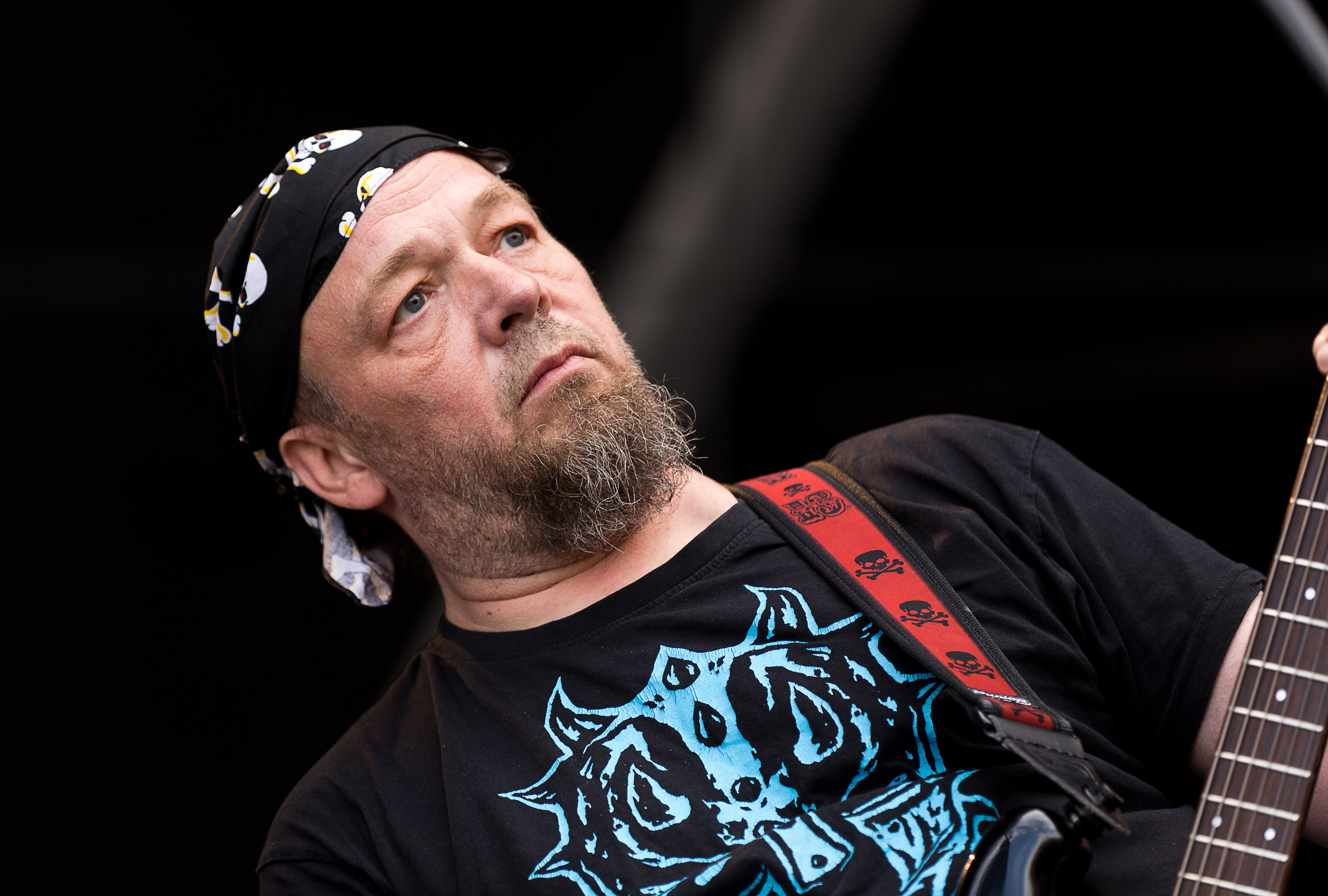
モルテン・スタッツァー(G) 2015年

隣国のジャーマンスラッシュよりも、米国サンフランシスコ産「ベイエリア・スラッシュ」のスタイルに近く、スタッツァー兄弟によるツインギターの重厚なサウンドが特徴。3rdアルバム『By Inheritance』で、独特な音楽性を内包したスラッシュ/パワーメタルを展開し、徐々に洗練されていった。
歴代のボーカリストは全て、メロディアスに歌えるタイプを擁している。

## メンバー
※2024年5月時点

### 現ラインナップ
- ミカエル・スタッツァー(ステュッツァー) (Michael Stützer) - ギター (1982- )
- ピーター・トールスルンド (Peter Thorslund) - ベース (1988-1991, 2007- )
- マーティン・ステンヌ (Martin Steene) - ボーカル (2023- )
- レネ・ロウア (René Loua) - ギター (2023- )
- フレデリック・ケルストロプ・ハンセン (Frederik Kjelstrup Hansen) - ドラムス (2023- )

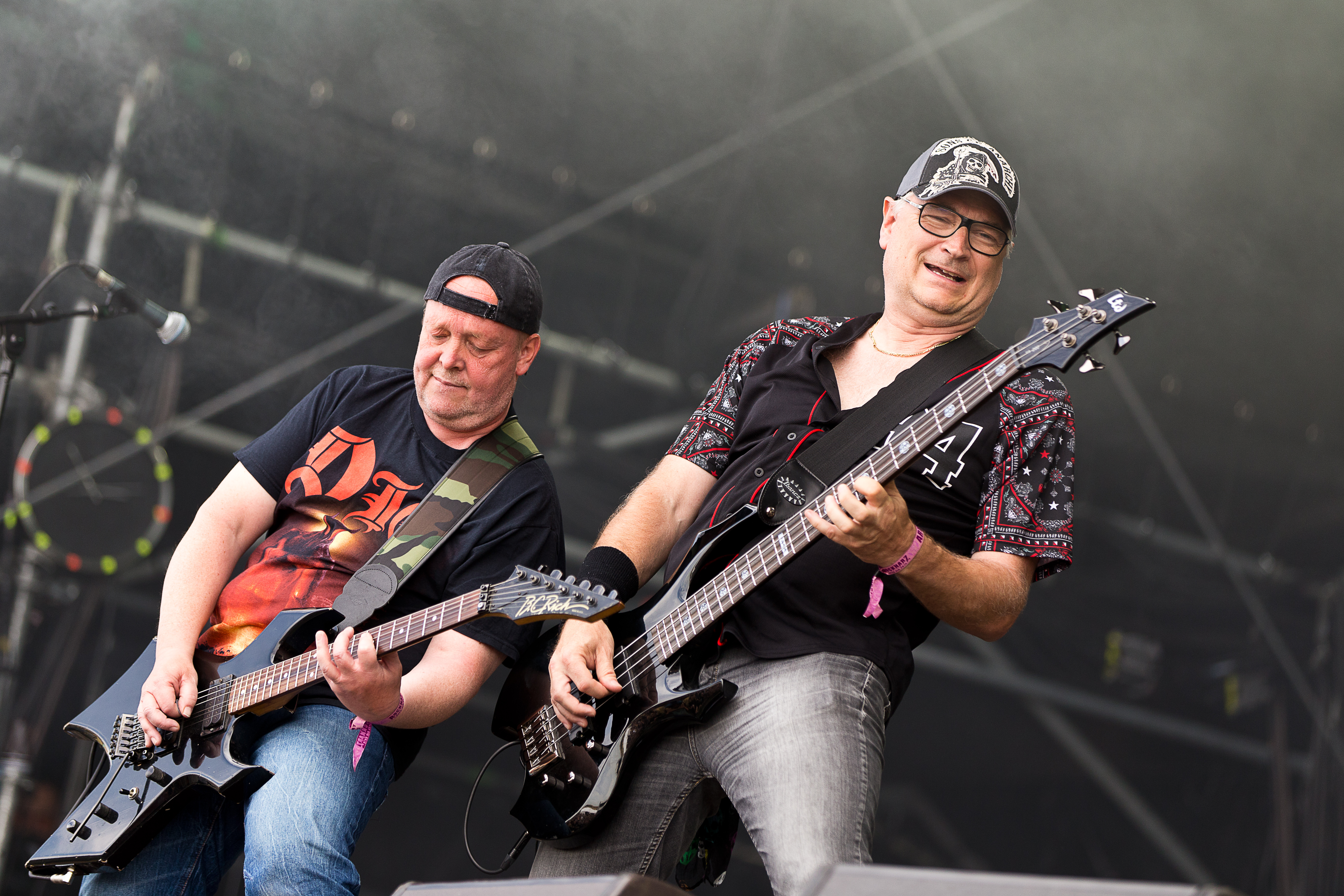
ミカエル・スタッツァー(G・左) ピーター・トールスルンド(B・右) 2015年

### 旧メンバー
※サポートのみも含む
- カールステン・ニールセン (Carsten Nielsen) - ドラムス (1982-1991, 2007-2012)
- ヨルゲン・ザンダウ (Jørgen Sandau) - ギター (1982-1988)
- モルテン・スタッツァー(ステュッツァー) (Morten Stützer) - ギター/ベース (1982-2019) ♰RIP. 2019
- ペル・オニンク (Per W. Onink) - ボーカル (1982-1983)
- カールステン・ローマン (Carsten Lohman) - ボーカル (1983-1984)
- フレミング・ロンスドルフ (Flemming Rönsdorf) - ボーカル (1985-1991, 1998-2000)
- ヘンリク・クアーデ (Henrik Quaade) - ドラムス (1986, 1991)
- ミカエル・ラスムッセン (Michael "Romchael" Rasmussen) - ベース (1989)
- ヨン・マティアセン (John Mathiasen) - ボーカル (1991)
- ベニー・ダルシュミット (Benny Dallschmidt) - ドラムス (1991)
- ミッキー・フィン (Mickey Finn) - ボーカル (1992)
- サミール・ベルマーティ (Samir Belmaati) - ギター (1992)
- ペル・モラー・ヤンセン (Per M. Jensen) - ドラムス (1999)
- ミケル・アーラート・ハンセン (Mikael Ehlert Hansen) - ベース (2000)
- アンダース・ギルデンオール (Anders Gyldenøhr) - ドラムス (2000)
- ソーレン・アダムセン (Søren "Nico" Adamsen) - ボーカル (2007-2012)
- ヨシュア・マドセン (Josua Madsen) - ドラムス (2012-2023) ♰RIP. 2023
- ミカエル・バストホルム・ダール (Michael Bastholm Dahl) - ボーカル (2012-2023)
- クレーン・マイヤー (Kræn Meier) - ギター (2019-2023)

## ディスコグラフィ

### スタジオアルバム
- Fear of Tomorrow (1985)
- Terror Squad (1987)
- By Inheritance (1990)
- B.A.C.K. (1999)
- When Death Comes (2009)
- My Blood (2011)
- Legions (2013)
- Penalty by Perception (2016)
- The Face of Fear (2018)
- X (2021)

### コンピレーション
- Deadly Relics (1998)
- Through the Years (2007) - BOXセット
- In the Trash (2019)

### ライブアルバム・映像
- One Foot in The Grave - The Other In The Thrash (2008)
- Raw Live (2024)

## 来日公演
2014年3月、日本のスラッシュメタル・イベント『THRASH DOMINATION 2014』出演のため来日。